# ST1M
ST1M — російський реп-виконавець, кар'єра якого склалася завдяки інтернету. У 2005 році він зробив собі ім'я на інтернет-баттлах, один з яких привів до знайомства і співпраці з Серьогою. Протягом декількох років Стім стикався з нерозумінням і ігноруванням з боку радіостанцій і телеканалів;— а в цей час рахунок переглядів кліпів і прослуховувань треків в мережі перейшов на мільйони. Неодноразово критикував режим путіна в своїх піснях
Нарешті, телебачення здалося: кліп «Сестричка» потрапив в ротацію більшості музичних каналів і почав штурмувати хіт-паради (12 тижнів в «Хіт-листі» Муз-ТВ, 2-е місце в «Російському чарті» Муз-ТВ, 1-е місце в «UpПараді» О2ТВ).
Наприкінці 2009 року творці фільму «Ми з майбутнього 2» запросили Стіма до роботи над саундтреком, а в 2010 році він записав офіційну російську версію одного з головних хітів Чемпіонату Світу з футболу — «Wavin 'Flag» з сомалійцем Кейнааном (K'naan).
«Жовтень» — третій сольний альбом Стіма і його перша робота як незалежного артиста. Відразу після виходу він потрапив у чарти Billboard («Топ-10 Урбан» і «Заявка на успіх»), а кліп на заголовну пісню вже знаходиться в ротації Муз-ТВ, Music Box, RU TV, О2ТВ та інших каналів.
З жовтня 2010 року в журналі «Billboard» виходить авторська колонка Стіма, присвячена просуванню музики в інтернеті.
2007 рік став роком відліку нового російського репу. Лейбл KingRing випустив дебютний альбом одного з найперспективніших російськомовних реперів Стіма (St1m) «Я — реп». Стім може дозволити собі подібні заяви. У 13 років він став однією з найбільш значущих постатей в реп-співтоваристві рідного Тольятті.У 18 про нього і його групі «ВіСтанція», створеної в німецькому Вісбадені, говорили всі, хто цікавиться хіп-хопом.
Стім заробив собі славу найкращого російського баттл-репера завдяки перемогам у численних реп-змаганнях. Один з таких баттлів судив Серьога, який відразу після перемоги Стіма (St1m) запросив його на свій лейбл KingRing. Тепер Стім стане першим після самого Серьоги артистом KingRing, що випустив свій номерний альбом на лейблі.

## Зандеграундудо вищої хіп-хоп-ліги
| У 12 років я почув російський реп і сказав собі: «Пффф ... Стім, ти можеш краще. Набагато краще ».У той час як 25-річні росіяни репери плакали про те, що в російській репі немає грошей, а все що в телевізорі - попса, я вважав їх недоумками-невдахами і твердо знав, чого хочу, впевнено крокуючи до своєї мети. | — Із цитат Стіма
У 2006 році впевнені кроки призвели Стіма (St1m) на лейбл Серьоги KingRing.
| Я давно стежив за творчістю Серьоги і був дійсно вражений тим, що він робить. Не знаю, коли нас зауважив він, але після чергової моєї участі в одному Беттл, де Серьога був одним із суддів, він зв'язався з нами і запропонував співпрацю з KingRing. Я звик завжди і скрізь бути лідером, але в такій компанії це не так вже й просто. Тим не менше, я буду працювати на повний максимум і думаю, що з нас вийде чудовий дрім-тім, якого так не вистачало російській репу, та й російської музики в цілому... Ми вперлися в стелю під назвою «російський реп», але нам цього біса мало. Я знаю, що ми мега-круті перці, і думаю, що скоро ми змусимо танцювати всю Європу. KingRing for life! | — Із цитат Стіма
Сам Серьога вважає, що Стім (St1m) якнайкраще вписується в команду KingRing:
| Стім - один з найжорсткіших і потужних МС, справжній хіп-хоп-нокаутер, копірайтерів-термінатор.Це хлопець, який власним талантом пробив собі дорогу з андеграунду у вищу лігу хіп-хопу. | — Із цитат Стіма

## Це не російський реп, це реп російською
Альбом «Я — реп» змінює правила гри в репі. Стім підняв планку якості на недосяжну для більшості російських реперів висоту. У першу чергу, це найсильніші батлові треки, які коли-небудь виходили в СНД.
| Я люблю Беттл-реп, реп, де по справжньому демонструється майстерність і навички, якими володіє МС. У Беттл-репі відразу стає ясно, який ти насправді і на що здатний. Не сперечаюся, писати пісні про любов і переживання - це здорово, але от зайвий раз спантеличити конкурентів міцним їдким словом або викласти який-небудь запаморочливий панчлайн, від якого слухачі прийдуть в телячий захват - це мені подобається набагато більше. З кожною новою піснею я ставлю нову і нову планку, стрибаю її і ставлю ще вище. Для мене в музиці немає нічого неможливого ... | — Із цитат Стіма
Проте платівка не обмежується жорсткими треками. Альбом порадує слухача стилістичною різноманітністю: тут гостросоціальну лірику змінює легке R'n'B, плавно переходить в романтичні мотиви, на зміну яким знову приходить баттловий запал. Енергетика і драйв на платівці легко уживаються з лірикою і смутком — і все це на високому якісному рівні.

## Критика режиму путіна і позиція проти війни з Україною
В піснях "Сьерра-Леоне" Стім критикує путінський режим, а треками "Никогда снова" і "Новая весна" виступає проти війни Росії з Україною.

## Альбоми
1. Я реп (2007)
2. 'Достукатися до небес (2008)'
3. Жовтень (2010)
4. Айсберг (2015)